# Municipio de Harmony (Illinois)
El municipio de Harmony (en inglés: Harmony Township) es un municipio ubicado en el condado de Hancock en el estado estadounidense de Illinois. En el año 2010 tenía una población de 326 habitantes y una densidad poblacional de 3,35 personas por km².

## Geografía
El municipio de Harmony se encuentra ubicado en las coordenadas 40°19′35″N 91°5′37″O / 40.32639, -91.09361. Según la Oficina del Censo de los Estados Unidos, el municipio tiene una superficie total de 97.33 km², de la cual 97,32 km² corresponden a tierra firme y (0,02 %) 0,02 km² es agua.

## Demografía
Según el censo de 2010, había 326 personas residiendo en el municipio de Harmony. La densidad de población era de 3,35 hab./km². De los 326 habitantes, el municipio de Harmony estaba compuesto por el 97,85 % blancos, el 0,61 % eran afroamericanos y el 1,53 % eran de una mezcla de razas. Del total de la población el 1,84 % eran hispanos o latinos de cualquier raza.